# City of London Police
City of London Police – brytyjska formacja policyjna, pełniąca rolę policji terytorialnej na obszarze City of London, jednej z gmin Wielkiego Londynu. Wszystkie pozostałe gminy wchodzące w skład brytyjskiej stolicy obsługiwane są przez Metropolitan Police Service. City of London Police jest zdecydowanie najmniejszą policją terytorialną w Wielkiej Brytanii, zarówno pod względem liczby funkcjonariuszy i komisariatów, jak i powierzchni oraz ludności obsługiwanego obszaru. Zachowuje swoją odrębność głównie ze względów historycznych. Według stanu na 31 marca 2012 liczy 831 funkcjonariuszy.

## Galeria

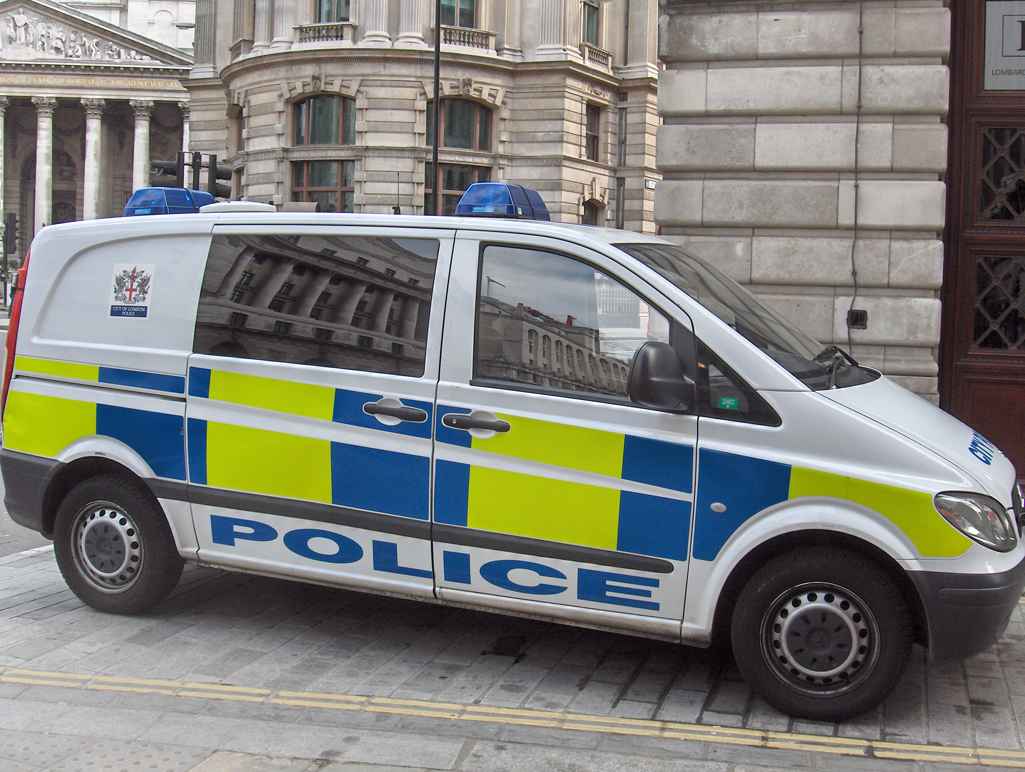
Mercedes-Benz Vito jako radiowóz City of London Police
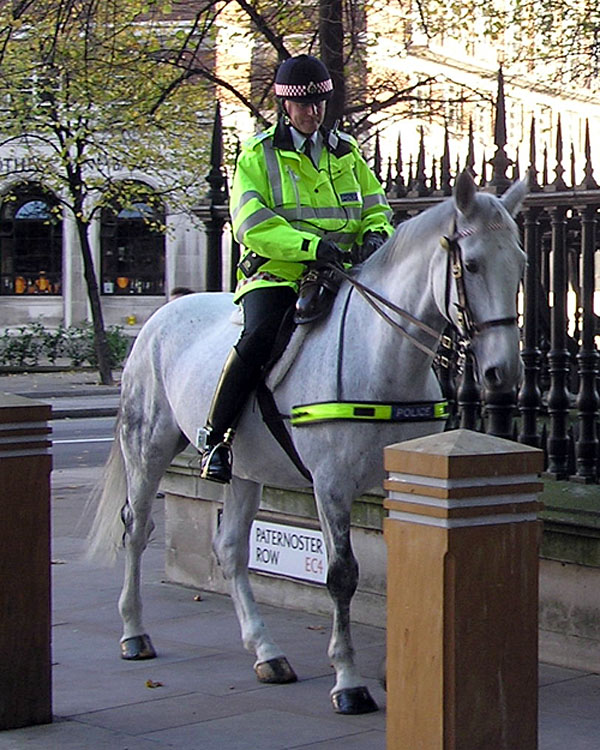
Funkcjonariusz sekcji konnej